# Wet inzake informaticacriminaliteit
De Wet inzake informaticacriminaliteit is een onderdeel uit de Belgische wetgeving. De wet bevat een reeks bepalingen die ervoor zorgen dat er afdoende kan opgetreden worden tegen informaticagerelateerde misdrijven. De wet richt zich zowel tot specifieke als niet-specifieke misdrijven en bevat ook een aantal strafrechtelijke bepalingen. De procureur des Konings krijgt hierdoor de mogelijkheid om gegevens in beslag te nemen, computernetwerken te doorzoeken en
experts te gelasten mee te werken aan de technische aspecten van deze maatregelen.

## Totstandkoming
Voor de wet van 28 november 2000 inzake informaticacriminaliteit was er in België geen specifieke wetgeving om informaticagerelateerde misdrijven te bestraffen. Dit leidde vaak tot moeilijkheden bij rechters wanneer ze dergelijke misdrijven dienden te sanctioneren met strafrechtelijke bepalingen. De hieruit resulterende rechtspraak was vaak verrassend en lachwekkend (zoals bijvoorbeeld een poging om computerinbraak te kwalificeren als "diefstal van computerenergie").
Deze situatie kon dus niet langer blijven duren.
Bovendien zorgde de Belgische hacker ReDaTtAcK ervoor dat de zaken in een stroomversnelling kwamen. Vanaf de zomer van 1999 haalde deze hacker - echte naam Frans Devaere - meermaals de voorpagina's van de media omwille van zijn inbraken in de systemen van Skynet en de Generale Bank. Na deze, voor die tijd, grote stunt, verkondigde hij regelmatig te zullen aantonen dat netwerken van grote bedrijven (banken, Electrabel,..) onvoldoende beveiligd waren. De Belgische wetgever zag de nood van nieuwe wetgeving in en werkte uiteindelijk de 'Wet inzake informaticacriminaliteit' uit.
De wetgever inspireerde zich op een aantal initiatieven die op hetzelfde moment als de wet inzake informaticacriminaliteit genomen werden, zoals de Convention on Cybercrime. Daarnaast waren er ook nog andere internationale organisaties die zich op dat moment gingen toespitsen op deze problematiek. Informatica en de hieruit voortvloeiende informaticacriminaliteit speelt immers een steeds grotere rol. Een klein computervirus kan al snel tot een economische crisis leiden, die heel wat euro's kosten. Het is enorm belangrijk om hierop te kunnen optreden. Ook speelt het internationaal karakter een belangrijke rol, daarom is het nodig om op internationaal vlak over een regelgeving te beschikken.

## Definitie
Onder informaticacriminaliteit wordt verstaan: de delicten die een inbreuk betekenen op de vertrouwelijkheid, integriteit en beschikbaarheid van informaticasystemen of de gegevens die daarin worden opgeslagen, verwerkt of overgedragen. In de wet worden ook delicten voorzien waarbij de gegevensmanipulatie niet het doel op zich is, maar eerder een modus operandi.
Een informaticasysteem is een systeem voor de opslag, verwerking of overdacht van data. Hierbij wordt vooral gedacht aan computers, chipkaarten e.d., maar ook aan netwerken en delen ervan, als aan telecommunicatiesystemen of onderdelen ervan die een beroep doen op informatietechnologie.

## Nieuwe misdrijven
Er wordt een onderscheid gemaakt tussen twee vormen van informaticacriminaliteit: informatica als middel om misdrijven te plegen (ook wel niet-specifieke informaticacriminaliteit) of informatica als doel van de criminaliteit (ook wel specifieke informaticacriminaliteit).

### Specifieke misdrijven

#### Hacking (art 550bis Sw.)
- Betreft de ongeoorloofde toegang (hacking) tot een informaticasysteem waartoe men niet gerechtigd is. Het omzeilen of doorbreken van een beveiligingssysteem is niet noodzakelijk
  - Externe hacking: aantasting gebeurt van buitenaf, ongeacht de bedoeling of effecten
  - Interne hacking: aantasting gebeurt door (bevoegde) gebruiker die z'n toegangsbevoegdheid overschrijdt en een bedrieglijk opzet heeft
- Het bezit van hackertools, toegangscodezwendel, het aanzetten tot hacken en de heling of publicatie van gehackte gegevens is eveneens strafbaar
- Voorbeeld: gebruikmaken van een onbeveiligd draadloos netwerk van een ander waarvoor men niet gerechtigd is
- Verzwarende omstandigheden: kopiëren van gegevens (denk aan bedrijfsspionage), gebruikmaken van het systeem van een derde, onopzettelijk veroorzaken van schade

#### Informaticasabotage (art 550ter Sw.)
- Het invoeren, wijzigen of verwijderen van gegevens in een informaticasysteem
- De datamanipulatie is het doel op zich van het misdrijf
- Voorbeelden: vernietiging van een bestand, ontregeling van een besturingssysteem, inbrengen van een virus, herschrijven van instructies, onbeschikbaar maken van een account, enzoverder.
- Verzwarende omstandigheden: sabotage heeft schade veroorzaakt aan gegevens of sabotage heeft schade veroorzaakt aan systeem (belemmeren van de correcte werking)
- Het ontwikkelen en verspreiden van schadelijke tools, programma's en virussen wordt eveneens strafbaar gesteld

### Niet-specifieke misdrijven

#### Informaticabedrog (art 504quater Sw.)
- Definitie: door het invoeren, wijzigen of wissen (kortom, een ongeoorloofde manipulatie) van digitale gegevens een onrechtmatig economisch voordeel verwerven
- Voorbeelden: het gebruik van gestolen bankkaarten, het manipuleren ('cracken') van een programma om een voordeel te bekomen, het aanbrengen van een modchip in een spelconsole, vervalsen van studieresultaten na het binnendringen in informaticasysteem van de school, een bankbediende die aan salami slicing doet (het veelvuldig stelen van zeer kleine bedragen), enzoverder

#### Valsheid in informatica (art 210bis Sw.)
- Het moet gaan om het wijzigen van de 'waarheid' via een datamanipulatie waardoor de juridische draagwijdte verandert en een nadeel kan worden berokkend
- Voorbeelden: logins veranderen van een Hotmail-account zodat deze onbeschikbaar wordt voor de echte gebruiker, gebruikmaken van de naam van een andere bestaande persoon bij de aanmaak van een Facebook-profiel of e-mailaccount of datingprofiel..., het skimmen van bankkaarten, het onrechtmatig manipuleren van een elektronisch patiëntendossier, enzoverder.
- Het gebruiken van de valse gegevens is eveneens strafbaar. Bijvoorbeeld: het gebruiken van login en paswoord van een ander persoon om toegang te krijgen tot een systeem.

## Vernieuwingen in opsporing en onderzoek
In het Wetboek van Strafvordering werden nieuwe procedures en opsporingstechnieken voorzien waaronder:
- databeslag (39bis Sv.);
- medewerkingsverplichting (88quater Sv.);
- netwerkzoeking, met in het bijzonder art 88ter waarin het mogelijk wordt om een zoeking uit te breiden naar systemen die zich op andere locaties bevinden;
- interceptie van communicatie (artikelen90ter en quater Sv.).